# Displasia metafisiaria
La  displasia metafisiaria , conosciuta anche con il nome di malattia di Pyle, è una rara malattia ossea. Può essere confusa con la simile displasia craniometafisaria.

## Clinica
Pochi sono i sintomi e i segni clinici che evidenziano tale stato morboso, oltre alla presenza del ginocchio valgo, si assiste anche a scoliosi e fragilità delle ossa, dove alcune risultano iposviluppate (soprattutto le ossa lunghe).

## Esami
- Radiografia, ma essendo la malattia per lo più asintomatica l'esame viene svolto per altri motivi. Una volta effettuato si riscontrato una serie di anomalie che riguardano le ossa.